# Альфа-адреноблокаторы
Альфа-адреноблокаторы — группа антиадренергических (адреноблокирующих) лекарственных средств, действие которых основано на возможности блокировать альфа-адренорецепторы, тем самым предотвращая передачу нервных импульсов в адренергических синапсах, что проявляется снижением периферического сопротивления сосудов. Препараты данной группы способны прерывать взаимодействие адреноактивных систем и медиаторов, при этом не изменяя процессы их образования и выделения.

## Общая характеристика
Адренорецепторы по своей химической природе являются гликопротеинами, которые состоят из сотен остатков аминокислот, цепочка из которых проникает через мембрану, образуя соединённые между собой домены, причём COOH-конец расположен в цитоплазме, а NH2-конец — в тканевой жидкости. По степени чувствительности рецепторов к таким катехоламинам, как адреналин и норадреналин, в 1948 году американским фармакологом Раймондом П. Алквистом было предложено выделить 2 типа: альфа-рецепторы, более восприимчивые к норадреналину, чем к адреналину, и бета-рецепторы, в одинаковой степени реагирующие и на адреналин, и на норадреналин.
Градация альфа-рецепторов на два подтипа — α1 и α2 — связана с их структурными особенностями и оказываемым лекарственным эффектом. α1-рецепторы сосредоточены в постсинаптической мембране и связаны с активностью фосфолипазы A2, осуществляющей гидролиз SN-2 ацильной цепи, и фосфолипазы С, гидролизующей связь между глицериновым остатком и полярной группой. Активация данных рецепторов приводит к росту концентрации ионов кальция и образованию арахидоновой кислоты. Науке известны три разновидности α1-адренорецепторов: альфа1A, альфа1B, альфа1D. При связывании норадреналина с α2-рецепторами приводит к угнетению активности аденилатциклазы, и, как следствие, к снижению внутри клетки концентрации циклической формы аденозинмонофосфата.
Среди альфа-адреноблокаторов, основываясь на избирательности их лекарственного действия, выделяют неселективные, оказывающие влияние как на постсинаптические α1, так и на пресинаптические α2 адренорецепторы, и селективные, которые способны избирательно блокировать α1-адренорецепторы. Среди второй подгруппы препаратов выделяются уроселективные альфа1а-адреноблокаторы, что связано с их преимущественным влиянием на альфа-рецепторы мочевыделительной системы.
Взаимодействие препаратов группы с альфа-адренергическими рецепторами может быть как обратимым, при котором блокирующий эффект преодолевается высокими концентрациями агонистов (обратимыми антагонистами являются, например, фентоламин и празозин), так и необратимым (примером является феноксибензамин), при котором, соответственно, невозможно с помощью агонистов повлиять на блокирующие свойства действующих соединений. Продолжительность действия обратимого антагониста определяется периодом его полувыведения и скоростью, с которой прекращается взаимодействие с рецептором — чем меньше препарат находится в организме, тем легче преодолеть альфа-адреноблокирующий эффект. В свою очередь, антагонистическая активность к альфа-адренорецепторам при использовании необратимого антагониста сохраняется и после его выведения из организма — в таком случае скорость восстановления тканей зависит от занимающего до нескольких дней синтеза новых рецепторов.

## Классификация препаратов
Производные алкалоидов спорыньи: например, дигидроэрготамин, дигидроэрготоксин, ницерголин.
Синтетические альфа-адреноблокаторы: например фентоламин, пирроксан.
Избирательные блокаторы α1-адренорецепторов: например, празозин, доксазозин.

## Производные алкалоидов спорыньи

### Общая характеристика
Спорынья (лат. Claviceps), или маточные рожки (лат. Secale cornutum) — насчитывающий около 30 видов род паразитических грибов отдела аскомицеты, или сумчатые грибы (лат. Ascomycota). Наибольшее распространение получила спорынья пурпурная (лат. Claviceps purpurea), образующая на колосьях ржи склероции в виде чёрно-фиолетовых рожков, в которых содержатся обнаруженные в начале XX века токсичные алкалоиды — обладающие биологической активностью органические соединения, содержащие в своём составе азот. В 1918 году из смеси алкалоидов впервые был выделен эрготамин. В последующие годы удалось выделить и другие алкалоиды, содержащиеся в спорынье, а также наладить их синтез и получение как полусинтетических, так и синтетических аналогов. Было выявлено, что спорынья, как и её алкалоиды, способна нарушать периферическое кровоснабжение, и, как следствие, вызывать поражение тканей.
Эрготамин, а также алкалоиды группы эрготоксина, такие как эргокорнин, эргокристин, альфа-эргокриптин и бета-эргокриптин, эргометрина, к которой относятся эргоновин и эргобазин являются алкалоидами спорыньи (эрголиновыми алкалоидами, эрголоидами (от фр. Ergot — маточные рожки)), имеющими медицинское значение. В основе перечисленных алкалоидов лежит D-лизергиновая кислота, или 6-метилэрголин. По химической структуре, основываясь на расположении заместителей, эрголиновые алкалоиды подразделяются на подгруппу амидов лизергиновой кислоты (например, эргометрин) и подгруппу пептидных алкалоидов (например, эрготамин).
Производные алкалоидов спорыньи, базируясь на химическом сходстве с норадреналином, дофамином и серотонином, могут взаимодействовать с рецепторами, которые являются специфическими для данных нейромедиаторов. Дегидрированные производные, такие как дигидроэрготамин и дигидроэрготоксин, обладают наиболее выраженным среди эрголиновых алкалоидов свойством блокировать альфа-адренорецепторы, за счёт чего способны оказывать сосудорасширяющий эффект, и как следствие, снижать артериальное давление, в то время как негидрированные производные обладают противоположными свойствами. Эрголоидам также присуща и серотонинергическая активность и стимулирующее действие на дофаминовые рецепторы.
Производные алкалоидов спорыньи нашли своё применение в качестве препаратов для лечения мигрени, гиперплазии предстательной железы, атонии матки и маточных кровотечений, эндокринной патологии, артериальной гипертензии, невротических состояний, нарушений мозгового кровообращения, а также при ряде других патологий.

### Дигидроэрготамин
Дигидроэрготамин (лат. Dihydroergotaminum), выпускаемый в виде метансульфоната (мезилата), обладает как блокирующим действием на α1 и α2-адренорецепторы, так и стимулирующим эффектом на 5-HT1Д-серотониновые рецепторы. Основные фармакологические эффекты — способность регулировать тонус церебральных сосудов и расширять периферические сосуды — обусловил применение препарата для лечения мигрени, болезни Рейно и других состояний, причиной возникновения которых послужило нарушение периферического кровоснабжения. В клинической практике препарат применяется также для профилактики приступов мигрени и головной боли сосудистого происхождения — в подобных ситуациях возможно применение в виде отличающегося большей биодоступностью и более быстрым временем наступления терапевтического эффекта назального спрея дигидергота, в состав которого, помимо алкалоида, входит кофеин.

### Дигидроэрготоксин
Дигидроэрготоксин (лат. Dihydroergotoxinum) представляет собой близкое к дигидроэрготамину производное алкалоидов группы эрготоксина: эргокристина, эргокорнина и эргокриптина. Препарат способен блокировать альфа-адренорецепторы и рецепторы дофамина, вызывая расширение сосудов периферии. Обладает широкой областью применения: назначается при мигрени, нарушениях мозгового и периферического (болезнь Бюргера, тромбофлебитах, ангиопатии при сахарном диабете, болезни Рейно) кровообращения, для лечения транзиторной артериальной гипертензии, синдроме Меньера, в терапии нарушений кровообращения в сетчатке, при кохлеовестибулярном синдроме.

### Синепрес
Синепрес является комбинированным лекарственным средством, содержащим метансульфонат дигидроэрготоксина и два гипотензивных компонента — симпатолитик резерпин и диуретик гидрохлортиазид. Применяется препарат для лечения артериальной гипертензии I—II степени под обязательным контролем уровня калия в крови.

### Вазобрал
Вазобрал — состоящее из альфа-дигидроэргокриптина и кофеина (триметилксантина) комбинированное лекарственное средство, блокирующий α1 и α2 адренергические рецепторы и оказывающий дофаминергические и серотонинергическое действие. Альфа-дигидроэргокриптин обладает способностью снижать агрегацию тромбоцитов и эритроцитов, снижать проницаемость сосудистой стенки и увеличивать количество функционирующих капилляров, а также улучшать обменные процессы в сосудах головного мозга. Кофеин, в свою очередь, оказывает психостимулирующее действие (проявляется в виде улучшения работоспособности), возбуждает дыхательный и сосудодвигательный центры, и обладает диуретическим эффектом. Препарат, выпускаемый в таблетированной форме, предназначен для лечения болезни Меньера, цереброваскулярной недостаточности, остаточных явлениях нарушения мозгового кровообращения, а также вестибулярных и лабиринтных патологий, связанных с ишемией; раствор для внутреннего применения, помимо перечисленных состояний, используется в лечении ретинопатии, вызванной артериальной гипертензией и сахарным диабетом, венозной недостаточности, а также в профилактике мигрени и при нарушениях внимания и памяти.

### Ницерголин
Ницерголин (лат. Nicergolinum), являющийся аналогом алкалоидов спорыньи с эрголиновым ядром и бромзамещённым остатком никотиновой кислоты, представляет собой белый или белый с желтоватым оттенком кристаллический порошок. Влияние на артериальное давление минимальное (при условии соблюдения терапевтических доз). Кроме способности блокировать альфа-адренорецепторы, ницерголин является спазмолитиком, действуя в отношении церебральных (расширяет артериолы) и периферических сосудов, улучшает лёгочный и почечный кровоток. Областью применения препарата являются нарушения мозгового и периферического кровообращения, диабетическая ретинопатия, дистрофические изменения в роговице, патология зрительного нерва, мигрень, вертиго.

## Синтетические альфа-адреноблокаторы

### Общая характеристика
В данную группу включены полученные с помощью химического синтеза препараты, блокирующие как α1, так и α2-адренергические рецепторы, являясь, тем самым, неселективными адреноблокаторами. Основным эффектом таких лекарственных средств является расширение периферических сосудов, поэтому их применяют для лечения нарушений периферического кровообращения, например, болезни Рейно, а также при феохромоцитоме — опухоли мозгового вещества надпочечников, вырабатывающей адреналин, который сужает сосуды. Ограниченность применения лекарственных средств данной подгруппы связана с тем, что, блокируя α2-рецепторы, препараты нарушают регуляцию норадреналина, вызывая его активное высвобождение, и, как следствие, восстанавливая адренергическую передачу. Реализация данного процесса приводит также к нарушению стабильности блокирующего действия на α1-рецепторы. Клинически данные механизмы проявляются в виде тахикардии.

### Фентоламин
Фентоламин (лат. Phentolaminum) представляет собой кристаллический порошок белого цвета, иногда с кремовым оттенком. По химической структуре фентоламин близок с клонидином — гипотензивным препаратом центрального действия — однако, в отличие от него, оказывает альфа-адреноблокирующее действие, приводящее к расширению сосудов периферии (в особенности артериол и прекапилляров), что, в свою очередь, ведёт к снижению артериального и венозного давления, а также улучшает трофику тканей и кровоснабжения слизистых оболочек. В связи с этими эффектами, фентоламин нашёл применение в лечении нарушения периферического кровоснабжения, трофических язв нижних конечностей, пролежней, обморожений, вялотекущих ран, а также для диагностики и купирования гипертонических кризов, связанных с феохромоцитомой.

### Тропафен
Тропафен (лат. Tropaphenum) — белый или с серовато-кремовым оттенком порошок, эфир тропина, по химической структуре близкий к атропину. Тропафен обладает выраженным вазодилатирующим эффектом, что способствует снижению артериального давления. Вызывая регрессирование сосудистого спазма, данный альфа-адреноблокатор усиливает насыщение тканей кровью, облегчая болевые ощущения и способствуя улучшению ходьбы. Применяется при эндартериитах, болезни Рейно, акроцианозе, а также для лечения медленно заживающих ран и трофических язв. В качестве диагностического и лечебного средства нашёл своё применение при катехоламинпродуцирующих образованиях надпочечников.

### Пирроксан
Пирроксан (лат. Pyrroxanum) представляет собой белый кристаллический порошок, иногда с желтоватым оттенком. Обладает как периферическим, так и центральным альфа-адреноблокирующим действием. Применяется препарат для лечения диэнцефальной патологии, протекающей по симпатико-адреналовому пути, купирования гипертонических кризов, а также в качестве профилактического средства при синдроме Меньера, при морской и воздушной болезни, причём наиболее выраженный эффект отмечается при совместном приёме с холинолитиками и противогистаминными средствами. Пирроксан обладает также противотревожным (при гиперсимпатикотонии) и противозудным свойствами.

### Бутироксан
Бутироксан (лат. Butiroxanum) — кристаллический порошок белого цвета, отличающийся от пирроксана только одной дополнительной метиленовой группой, что и определяет подобие фармакологических эффектов. Бутироксан, помимо влияния на альфа-адренорецепторы, способен также частично блокировать центральные н-холинорецепторы. В клинической практике бутироксан применяется для лечения артериальной гипертензии, особенно с кризовым течением, в качестве лечебного и профилактического средства при гипоталамических симпато-тонических дистоний, проявляющихся вегетососудистыми кризами. Отличительным свойством от пирроксана является более эффективное проявления терапевтического эффекта при терапии стволовых вагоинсулярных вегетососудистых дистоний, протекающих на фоне нормального или пониженного артериального давления (в случае смешанных форм).

## Избирательные блокаторы α1-адренорецепторов

### Общая характеристика
Блокаторы α1-адренорецепторов обладают гипотензивным и гиполипидемическим действием, а также положительно влияют на углеводный обмен и мочеиспускание.
Гипотензивное действие обусловлено расширением артерий и вен за счёт уменьшения периферического сопротивления сосудов, в результате которого и происходит снижение артериального давления. Приём блокаторов α1-адренорецепторов также за счёт модуляции высвобождения норадреналина, способствует рефлекторной стимуляции сердечного выброса, снижению выделения с мочой альбумина и, при длительной монотерапии, обратному развитию гипертрофии левого желудочка (в среднем, до 10 %). При этом изменения почечного кровотока и экстракции электролитов не наблюдается. Имеются научные данные, согласно которым блокаторы α1-рецепторов обладают и центральным механизмом действия, осуществляемым в результате снижения центрального синаптического тонуса.
Гиполипидемическое действие проявляется в виде достоверного снижения показателей общего холестерина, липопротеинов низкой плотности и, в большей степени, триглицеридов, а также роста концентрации липопротеинов высокой плотности (ЛПВП). Положительно влияние на липидный обмен связано с антагонизмом α1-блокаторов к участвующим в обмене холестерина и триглицеридов α1-рецепторам, снижением активности участвующей в биосинтезе холестерина в печени 3-гидрокси-3-метилглютарил-кофермент А редуктазы, а также в стимулировании синтеза основного белка ЛПВП — аполипопротеина A1.
При длительном приёме препаратов данной подгруппы отмечено снижение концентрации глюкозы в крови и степени инсулинорезистентности. Данные эффекты реализуются путём усиления чувствительности тканей к глюкозе, а также активацией её инсулинозависимой утилизации, чему способствуют как снижение артериального давления, так и улучшение кровотока в мышечной ткани.
Улучшение мочеиспускания, связанное с регрессом гиперпластических процессов в предстательной железе, объясняется тем, что блокаторы α1-адренорецепторов способны расслаблять мышечный тонус уретры в области простаты и мускулатуру самой железы.

### Празозин
Празозин (лат. Prasosinum) представляет собой белый или белый с кремовым оттенком кристаллический порошок, избирательно блокирует α1-адренорецепторы, благодаря чему удаётся повлиять на сосудосуживающий эффект норадреналина без изменения иных его свойств. Способность в минимальной степени влиять на α2-рецепторы (примерно в 1000 раз более эффективен при воздействие на α1-рецепторы) обусловила отсутствие в большинстве случаев тахикардии при лечении данным препаратом. Празозин способствует расширению вен (в большей степени) и артерий, лимитирует возврат венозной крови к сердцу, благотворно влияя на его работу (снижение преднагрузку и постнагрузку на миокард), причём понижения минутного объёма при этом не происходит. Помимо адреноблокирующего действия на α1-рецепторы, празозин оказывает в умеренной степени холинолитический эффект. Биодоступность празозина находится в диапазоне от 50 до 85 %, трансформация происходит в печени. Обладает коротким периодом полувыведения (2—4 часа). Применяется препарат в комплексном лечении артериальной гипертензии и нарушениях периферического кровообращения. Отмечена эффективность празозина в терапии ранней стадии доброкачественной гиперплазии предстательной железы (ДГПЖ), что связано с увеличением просвета простатической части мочеиспускательного канала и шейки мочевого пузыря, в которых сконцентрированы α1-адренорецепторы.

### Теразозин
Теразозин — хорошо растворимый в воде кристаллический порошок белого цвета, по химическому строению близок к празозину, от которого отличается наличием тетрагидрофуранового цикла. Для препарата характерна высокая биодоступность, биотрансформация происходит в печени. Период полувыведения колеблется от 9 до 12 часов. Приём теразозина приводит к длительному блокированию постсинаптических рецепторов, расположенных в сосудах, простате и мочевом пузыре, что нашло применение в лечении артериальной гипертензии и ДГПЖ.

### Доксазозин
Доксазозин (лат. Doxazosinum), выпускаемый в виде монометансульфоната (мезилата), представляет собой труднорастворимый в воде порошок белого цвета. По химической структуре схож с празозином, однако обладает более длительным действием. Биодоступность находится на урвоне 65 %, максимальное значение в крови достигается спустя 2—3 часа. Период полувыведения составляет от 19 до 22 часов. Применяется доксазозин для лечения артериальной гипертензии и ДГПЖ.

### Альфузозин
Альфузозин (лат. Alfuzosinum) — уроселективный α1-адреноблокатор, близкий по строению к теразозину. Способен блокировать рецепторы, которые расположены в простате, уретре и мочевом пузыре. При условии соблюдения терапевтических доз, на артериальное давление влияния не оказывает, ввиду того, что не затрагивает α1-адренергические рецепторы сосудов. Биодоступность препарата составляет около 50—60 %, достигая максимальной концентрации в крови через 3 часа после приёма. Период полувыведения, по разным источникам, составляет 5—8 часов.
Альфузозин применяется для улучшения мочеиспускания при ДГПЖ. При терапии данным препаратом у восприимчивых пациентов возможно удлинение интервала ST.

### Тамсулозин
Тамсулозин (лат. Tamsulosinum), как и альфузозин, является уроселективным α1-адреноблокатором, оказывая преимущественный терапевтический эффект на расположенные в простате, шейке мочевого пузыря и простатической части уретры α1-адренорецепторы. На сосуды существенного влияния не оказывает (при условии соблюдения лечебных доз). Тамсулозин обладает высокой биодоступностью (достигает 100 %), период полувыведения, согласно разным источникам, составляет от 9—15 до 12—19 часов после приёма. Биотрансформация препарата происходит в печени.
Областью применения тамсулозина является терапия ДГПЖ. Согласно проведённым исследованиям, приём тамсулозина может спровоцировать
интраоперационный синдром атоничной радужки, что нужно учитывать при планировании оперативного вмешательства по поводу катаракты.